# Quarante
Quarante là một commune thuộc tỉnh Hérault trong vùng Occitanie ở phía nam nước Pháp.

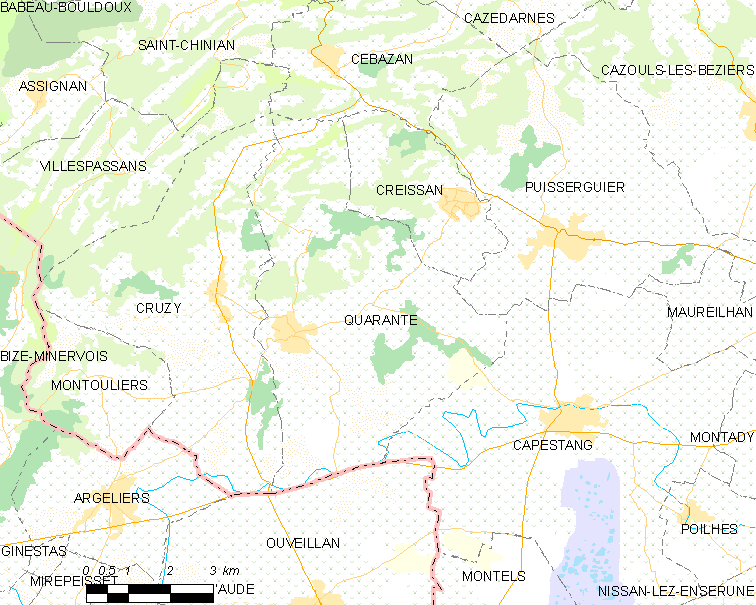

## Xem thêm

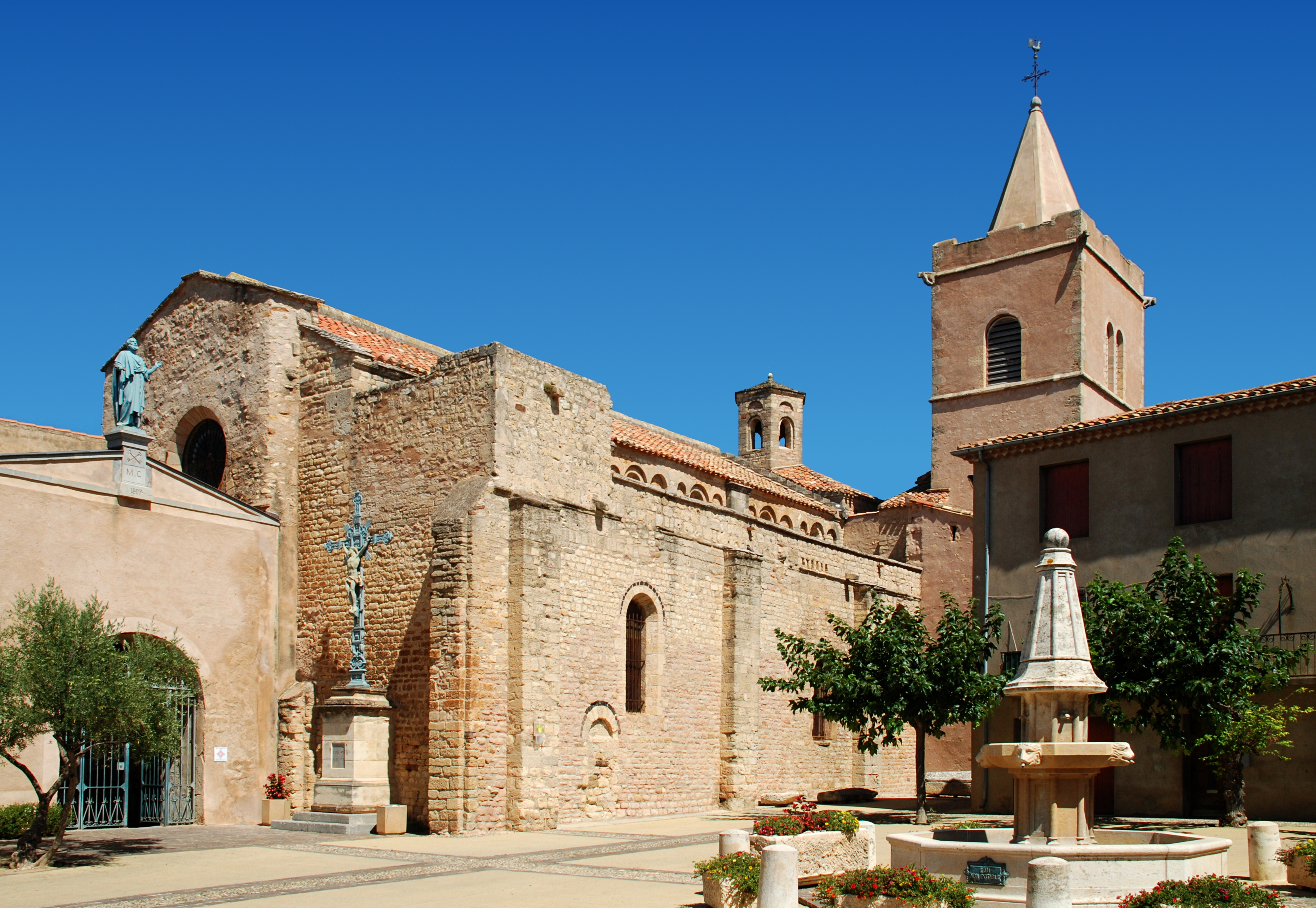
Sainte-Marie